# Adam Heinrich von Steinau
Adam Heinrich Graf von Steinau (m. 1712) fue un Generalfeldmarschall sajón.
Steinau sirvió en el contingente bávaro en la campaña de 1685-1688 en la Hungría otomana contra el Imperio otomano. Después participó en la guerra de la Gran Alianza contra Francia a las órdenes del Duque Carlos V de Lorena y en el exitoso asedio a Maguncia en 1689. Después entró al servicio de la República de Venecia en la guerra de 1695 contra el Imperio otomano. En 1695-96 estuvo al servicio del elector sajón Federico Augusto I (Augusto II el Fuerte, rey de Polonia) como el comandante de las tropas imperiales en la Hungría Real en la guerra continua contra los turcos otomanos.
El 27 de agosto de 1699 Steinau fue promovido al rango de Generalfeldmarschall. Con sus tropas sajonas participó de parte de Augusto II el Fuerte en la Gran guerra del Norte defendiendo Livonia en la campaña de Curlandia, y en el sitio de Riga entre febrero-noviembre de 1700. En julio de 1700 ganó una batalla en Jungfernhof (Jumpravmuiža, Jumprava) cerca de Riga contra el joven general sueco Otto Vellingk.
El 9 de julio de 1701 Steinau perdió en el Cruce del Daugava contra el rey Carlos XII de Suecia. El 9 de julio de 1702 en Polonia perdió la batalla de Kliszów. El 21 de abril de 1703 se libró una batalla decisiva en Pułtusk, donde el ejército sueco a las órdenes de Carlos XII derrotó y capturó una gran parte del Ejército sajón a las órdenes de Steinau. Después de esta derrota Steinau entró al servicio de Venecia por segunda vez. Consideró el servicio a Venecia según su propia afirmación como "parte de su ancianidad".
En 1705 el conde adquirió Schinkau y Nebillau incluyendo Nettonitz. En 1706 encargó la construcción del palacio de Nebillau al maestro constructor Jakob Auguston de Pilsen. Después de su muerte en Nebillau, Steinau fue enterrado en el cementerio junto a la Iglesia Jakobus en Prusing.